# Verkehrsgemeinschaft Landkreis Mühldorf

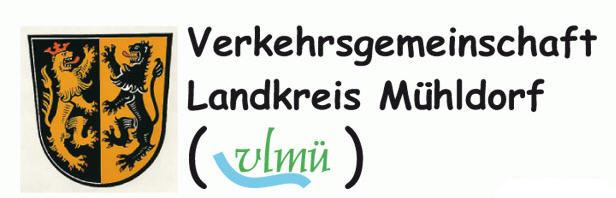
Logo der Verkehrsgemeinschaft Landkreis Mühldorf

Die Verkehrsgemeinschaft Mühldorf (VLMÜ) ist ein Zusammenschluss von 8 Omnibusunternehmen im Landkreis Mühldorf in Bayern. Die Gesellschaft wurde Ende 2000 gegründet und ist seit Januar 2001 aktiv. Sie bietet einen gemeinsamen Tarif für alle beteiligten Unternehmen. Insgesamt werden etwa 20 Buslinien betrieben.

## Beteiligte Verkehrsbetriebe
- Brodschelm Verkehrsbetrieb GmbH
- DB Regio Bus, Region Bayern
  - Regionalverkehr Oberbayern GmbH (DB Oberbayernbus)
  - Regionalbus Ostbayern GmbH (DB Ostbayernbus)
- Elite-Reisen Vorderobermeier GmbH
- Verkehrsunternehmen Josef Kalb
- Perseus-Reisen
- S. u. C. Vorderobermeier GmbH & Co.
- Verkehrsbetrieb Isenquelle Maitenbeth (VIM)

## Weblink
- Website des Verkehrsverbundes